# Boyd Tinsley
Boyd Tinsley (ur. 16 maja 1964 w Charlottesville) – skrzypek w amerykańskim zespole rockowym (jamowym) Dave Matthews Band.

## Życiorys
Wychowany w muzykalnej rodzinie – jego ojciec był dyrektorem chóru, a wujek grał na basie i trąbce w lokalnych kapelach. Boyd dorastał w tym samym sąsiedztwie co perkusista Carter Beauford i saksofonista LeRoi Moore (również przyszli członkowie Dave Matthews Band). Na skrzypcach nauczył się grać dzięki zrządzeniu losu – zapisał się na zajęcia orkiestrowe w szkole średniej, z zamiarem nauki gry na gitarze. Pomysł nauki gry na skrzypcach okazał się jednak dla niego wystarczająco ciekawy.
Jako nastolatek stworzył Orkiestrę Młodzieżową Charlottesville-Albemarle, razem m.in. ze Stefanem Lessardem – przyszłym basistą Dave Matthews Band. Boyd uczył się gry na skrzypcach w klasie Isidora Saslava, koncertmistrza Baltimore Symphony Orchestra. Ten zaproponował 16-letniemu Tinsleyowi możliwość przeniesienia się do Baltimore i zostania wirtuozem. Jednak skrzypek zdawał sobie sprawę, że nie był gotowy do zaangażowania się w tak poważny projekt. Wkrótce zdecydował też, że nie chce dalej podążać ścieżką muzyki orkiestrowej i zaczął interesować się rockiem, bluesem i jazzem.
Dostał się na University of Virginia, gdzie został członkiem braterstwa Sigma Nu, pod wpływem którego zajął się pracą dobroczynną. Zaczął także działać w fundacji Bama Works. W tamtym okresie zaczął regularnie brać udział w całonocnych jam sessions. Na nich pojawiali się nie tylko muzycy z college'u. Zainteresowali się jego grą tacy muzycy jak Jorma Kaukonen (członek zespołów Hot Tuna i Jefferson Airplane). We wczesnych latach 90. Tinsley założył zespół "Boyd Tinsley Band", którego działalność trwała jednak tylko kilka lat.
W 1991 Dave Matthews poprosił go o zagranie z utworu "Tripping Billies" na kasecie demo Dave Matthews Band. Ostatecznie, Tinsley dołączył do kapeli i jest z nią już od tamtej pory. W 2003 Tinsley nagrał album solowy, pt. "True Reflections", na którym znalazł się m.in. utwór tytułowy, który został napisany ponad dziesięć lat wcześniej.
Ogromną pasją życiową Boyda Tinsleya jest również tenis ziemny. Skrzypek jest bliskim przyjacielem amerykańskiego tenisisty Andy’ego Roddicka. Tinsley jest również sponsorem kobiecego turnieju tenisowego odbywającego się w Charlottesville. Boyd Tinsley jest regularnym gościem turnieju na kortach trawiastych Wimbledonu oraz autorem i wykonawcą okazjonalnej piosenki The Ghosts of Wimbledon. Udziela się on również charytatywnie grywając pokazowe mecze deblowe m.in. z Pete’em Samprasem i Johnem McEnroe.

## Sprzęt
- Zeta Boyd Tinsley Model
- Smyczki John Norwood Lee
- Struny Thomastik-Infeld
- Regulator mocy Furman PL-8
- Coleman Audio Switcher
- Shure U4D-UB Wireless System
- Shure UHE Antenna Distro
- API 500HPR Pre-Amp
- Eventide GTR-7000 Ultra-Harmonizer
- Cyfrowy Tuner Korg DTR-1
- Wzmacniacz Akustyczny Fishman